# Andinia
Andinia là một chi thực vật có hoa trong họ Lan.